# 仁川国際空港シャトルトレイン

空港内施設図。東西滑走路（黒の実線）の間に位置する南側T1からの緑線がIATブルーライン、北側T2からのオレンジ線がIATオレンジラインを示す

仁川国際空港シャトルトレイン（インチョンこくさいくうこうシャトルトレイン、인천국제공항 셔틀트레인、IAT）は、大韓民国仁川広域市の仁川国際空港で運用されているAGTによる移動システム。空港内では単にシャトルトレインと案内される。IATは「Incheon International Airport Shuttle Train」の略。

## 概要
仁川国際空港第1旅客ターミナルビル（T1）の分館にあたる、コンコース（搭乗棟）発着便の出入国旅客と、第1・第2旅客ターミナルを跨ぐトランジット（乗り継ぎ）利用者を輸送する目的の交通施設である。
空港がコンコースの運営を開始した2008年より、コンコース発着便を利用する航空旅客のためにT1本棟とコンコースを結び、保安検査後に搭乗券を所持した旅客のみが乗車できる全長約0.9kmのシャトルトレインが運行を開始した。2018年の第2ターミナル開業に伴い、コンコースと第2旅客ターミナルビル（T2）間のトランジット目的の航空旅客を輸送する約1.5kmの路線が開業した。
シャトルトレインは実質的に韓国初の軽電鉄システムの路線だが、都市鉄道法ではなく軌道運送法に準拠するため、法的には軽電鉄ではなく軌道施設に該当する（法的根拠を伴う軽電鉄システムの国内第1号は釜山都市鉄道4号線）。
制御システムは京三製作所が納入している。
かつてはスターライン（스타라인、Star Line）とも呼ばれていたが、T2開業に伴う拡張でターミナルビル自体がT1を青、T2をオレンジで明確に区分するようになったため、T2に移転した大韓航空などは従来のT1側シャトルをブルーライン、新設されたT2側シャトルをオレンジラインと案内している。

## 運行
ターミナル棟のホームは地下2階に位置する。ブルーライン、オレンジラインとも単線並列の複線で、出国旅客と入国旅客のホームは区別されている。旅客の少ない深夜帯は、片方の線路のみを使用する単線運転を行っている。
コンコース（ゲート番号は100番台）自体はT1の付帯施設（本棟側のゲート番号は2桁以下）であり、T2発着便（ゲート番号は200番台）の旅客は通常はフライトの乗継以外ではシャトルを利用することはない。シャトルはT1とT2を直接往来するものではなく、コンコース駅のホームはそれぞれ独立している。
3 - 6分間隔で運行し、コンコース発着便の出入国旅客と第1・第2ターミナル間相互、またはコンコースと各ターミナル本棟ゲート間の乗り継ぎ客のみ利用することができる。シャトルトレインへの乗車は片道のみの一方通行で、一度移動した乗客は下車後に反対方向へ折り返すことができない。T1本棟のゲートを発着する便とT2のゲート発着便での出入国手続を伴わないトランジットはコンコースを経由してブルーラインとオレンジラインを乗り継ぐ形になる。トランジット目的以外で単にT1とT2を行き来する場合は、制限エリア外の無料シャトルバスや、空港鉄道・タクシー（いずれも有料）を利用することになる。
なお、オレンジラインへの乗車、およびコンコース駅での乗り継ぎには、自動化ゲート状のオートトランスファーゲート（ATG）を通過する必要があり、搭乗券が必要である。

## 車両
ブルーライン
三菱重工業のクリスタルムーバー4両1編成で定員は272人。初期は3両編成だったがT2開業にともなって増結された。ホーム長やホームドアは、将来の増車を見越して当初より3両以上分用意されていた。
オレンジライン
宇進産電が2014年に受注したAPM。1両1編成で定員は68人。T2とコンコースを往来するのはトランジット目的のみに限られ、出入国旅客も利用するT1より輸送需要が小さいことから1両で賄われている。

## 沿革
- 2008年6月20日 - コンコース正式開業と同時に第1旅客ターミナル - コンコース間が開通[12]。
- 2014年1月1日 - 釜山交通公社による委託運行開始[13]。
- 2016年3月27日 - この日から同年末までT2側シャトルとのシステム統合作業のため深夜時間帯（0:30 - 5:00）の運行を休止[14]。
- 2018年1月18日 - 第2旅客ターミナル開業と同時にコンコース - 第2旅客ターミナル間開通[15]。